# Moving On
Moving On was het tweede album van de Nederlandse zanger Ralf Mackenbach. Het album verscheen op 7 oktober 2011 en kwam op 15 oktober 2011 binnen in de Nederlandse Album Top 100. Het album bereikte positie 29 en bleef 12 weken in de hitlijsten.
In 2011 deed Mackenbach op vtmKzoom de dansjes voor die horen bij het album Moving On.